# جبهه ترکمن‌های عراق
جبهه ترکمن‌های عراق (ترکی استانبولی: Irak Türkmen Cephesi، عربی: الجبهة الترکمانیة العراقی) یک جنبش سیاسی است که در سال ۱۹۹۵ میلادی در اربیل عراق به نمایندگی از مردم ترکمن عراق از شاخه‌های ائتلاف میهنی عراق تأسیس شده‌است. این جنبش در مناطق شمالی عراق به رهبری سعادت‌الدین ارگچ به رقابت با سایر احزاب جهت ورود به مجلس نمایندگان عراق به رقابت می‌پردازند. حوزه عملکرد این حزب در شهرهای کرکوک، تلعفر، موصل، اربیل، کفری و دوز خورماتو می‌باشد. جبهه ترکمن‌های عراق دارای ۵ کرسی در پارلمان نمایندگان عراق و ۱ کرسی در مجلس میهنی کردستان عراق می‌باشد. این حزب توسط ارتش و دولت ترکیه پشتیبانی می‌شود.